# Holigarna grahamii
Holigarna grahamii är en sumakväxtart som först beskrevs av Robert Wight, och fick sitt nu gällande namn av Wilhelm Sulpiz Kurz. Holigarna grahamii ingår i släktet Holigarna och familjen sumakväxter. Inga underarter finns listade i Catalogue of Life.